# Список членов Оргбюро ЦК ВКП(б)
Коммунистическая партия Советского Союза — правящая партия в Союзе Советских Социалистических Республик, основной идеологией которой являлся марксизм-ленинизм, с начала 1920-х годов до марта 1990 года действовавшая в условиях однопартийной системы, что в отдельные периоды было закреплено конституционно. Исторически была основана в 1898 году как Российская социал-демократическая рабочая партия (аббрев. РСДРП), с весны 1917 года использовалось отсутствующее в партийных документах название большевистской фракции Российская социал-демократическая рабочая партия (большевиков) (аббрев. РСДРП(б)), с марта 1918 года — Российская коммунистическая партия (большевиков) (аббрев. РКП(б)), с декабря 1925 года — Всесоюзная коммунистическая партия (большевиков) (аббрев. ВКП(б)), с октября 1952 года — Коммунистическая партия Советского Союза (аббрев. КПСС). Руководящим партийным органом являлся съезд или партийная конференция, образующие для работы между ними Центральный комитет партии (ЦК). Однако в связи с относительной редкостью (в последний период — не реже одного раза в полгода) проведения Пленумов ЦК как пленарных заседаний членов и кандидатов в члены ЦК для целей принятия решений по текущим вопросам им образовывались коллегиальные руководящие органы: Политическое бюро (в отдельные периоды Бюро и Президиум), Секретариат, а также  Организационное бюро, члены и кандидаты в члены которого включены в настоящий список, организованный в алфавитном порядке.
Изменение статуса исполнительных органов партии произошло на состоявшемся в Москве с 5 по 14 октября 1952 года XIX съезде: в числе изменений Секретариату были переданы функции Организационного бюро («…для руководства текущей работой, главным образом по организации проверки исполнения решений партии и по подбору кадров»).

## Список в алфавитном порядке
Комментариями отмечены начало и прекращение полномочий в Организационном бюро или перевод из кандидатов в его члены (не отмечены комментариями даты окончания полномочий в случае избрания нового состава Организационного бюро, в том числе при переизбрании лица в новый состав).
| Портрет          | Имя (годы жизни) | Полномочия       | Полномочия                                                          | Должности в Организационном бюро                                    | Пр.                     |
| Портрет          | Имя (годы жизни) | Начало           | Окончание                                                           | Должности в Организационном бюро                                    | Пр.                     |
| ---------------- | --- | ---------------- | ------------------------------------------------------------------- | ------------------------------------------------------------------- | ----------------------- |
|                  | Иван Алексеевич Акулов (1890—1937) | 13 июля 1930     | 2 октября 1932                                                      | член Организационного бюро Центрального комитета ВКП(б)             | [ 5 ] [ 6 ] [ 7 ]       |
|                  | Георгий Фёдорович Александров (1908—1961) | 18 марта 1946    | 16 октября 1952                                                     | член Организационного бюро Центрального комитета ВКП(б)             | [ 8 ] [ 9 ] [ 10 ]      |
|                  | Андрей Андреевич Андреев (1895—1971) | 3 апреля 1922    | 26 апреля 1923                                                      | член Организационного бюро Центрального комитета РКП(б)             | [ 11 ] [ 12 ] [ 13 ]    |
| 26 апреля 1923   | Андрей Андреевич Андреев (1895—1971) | 2 июня 1924      |                                                                     | член Организационного бюро Центрального комитета РКП(б)             | [ 11 ] [ 12 ] [ 13 ]    |
| 2 июня 1924      | Андрей Андреевич Андреев (1895—1971) | 1 января 1926    |                                                                     | член Организационного бюро Центрального комитета РКП(б)             | [ 11 ] [ 12 ] [ 13 ]    |
| 1 января 1926    | Андрей Андреевич Андреев (1895—1971) | 19 декабря 1927  | член Организационного бюро Центрального комитета ВКП(б)             |                                                                     | [ 11 ] [ 12 ] [ 13 ]    |
| 19 декабря 1927  | Андрей Андреевич Андреев (1895—1971) | 11 апреля 1928   | член Организационного бюро Центрального комитета ВКП(б)             |                                                                     | [ 11 ] [ 12 ] [ 13 ]    |
| 10 марта 1935    | Андрей Андреевич Андреев (1895—1971) | 22 марта 1939    | член Организационного бюро Центрального комитета ВКП(б)             |                                                                     | [ 11 ] [ 12 ] [ 13 ]    |
| 22 марта 1939    | Андрей Андреевич Андреев (1895—1971) | 18 марта 1946    | член Организационного бюро Центрального комитета ВКП(б)             |                                                                     | [ 11 ] [ 12 ] [ 13 ]    |
|                  | Василий Михайлович Андрианов (1902—1978) | 18 марта 1946    | член Организационного бюро Центрального комитета ВКП(б)             | 16 октября 1952                                                     | [ 14 ] [ 15 ] [ 16 ]    |
|                  | Николай Кириллович Антипов (1894—1938) | 2 июня 1924      | 1 января 1926                                                       | кандидат в члены Организационного бюро Центрального комитета РКП(б) | [ 17 ] [ 18 ] [ 19 ]    |
| 11 апреля 1928   | Николай Кириллович Антипов (1894—1938) | 13 июля 1930     | кандидат в члены Организационного бюро Центрального комитета ВКП(б) |                                                                     | [ 17 ] [ 18 ] [ 19 ]    |
|                  | Александра Васильевна Артюхина (1889—1969) в дев. Александра Васильевна Афанасенкова                                                         | 1 января 1926    | 19 декабря 1927                                                     | член Организационного бюро Центрального комитета ВКП(б)             | [ 20 ] [ 21 ] [ 22 ]    |
| 19 декабря 1927  | Александра Васильевна Артюхина (1889—1969) в дев. Александра Васильевна Афанасенкова                                                         | 13 июля 1930     |                                                                     | член Организационного бюро Центрального комитета ВКП(б)             | [ 20 ] [ 21 ] [ 22 ]    |
|                  | Карл Янович Бауман (1892—1937) латыш. Kārlis Baumanis                                                                                        | 11 апреля 1928   | 13 июля 1930                                                        | член Организационного бюро Центрального комитета ВКП(б)             | [ 23 ] [ 24 ] [ 25 ]    |
| 13 июля 1930     | Карл Янович Бауман (1892—1937) латыш. Kārlis Baumanis                                                                                        | 2 октября 1932   |                                                                     | член Организационного бюро Центрального комитета ВКП(б)             | [ 23 ] [ 24 ] [ 25 ]    |
|                  | Александр Георгиевич Белобородов (1891—1938)                                                                                                 | 25 марта 1919    | 11 октября 1919                                                     | член Организационного бюро Центрального комитета РКП(б)             | [ 26 ] [ 27 ] [ 28 ]    |
|                  | Андрей Сергеевич Бубнов (1884—1938) | 2 июня 1924      | 1 января 1926                                                       | член Организационного бюро Центрального комитета РКП(б)             | [ 29 ] [ 30 ] [ 31 ]    |
| 1 января 1926    | Андрей Сергеевич Бубнов (1884—1938) | 19 декабря 1927  | член Организационного бюро Центрального комитета ВКП(б)             |                                                                     | [ 29 ] [ 30 ] [ 31 ]    |
| 19 декабря 1927  | Андрей Сергеевич Бубнов (1884—1938) | 13 июля 1930     | член Организационного бюро Центрального комитета ВКП(б)             |                                                                     | [ 29 ] [ 30 ] [ 31 ]    |
| 13 июля 1930     | Андрей Сергеевич Бубнов (1884—1938) | 10 февраля 1934  | член Организационного бюро Центрального комитета ВКП(б)             |                                                                     | [ 29 ] [ 30 ] [ 31 ]    |
|                  | Николай Александрович Булганин (1895—1975)                                                                                                   | 18 марта 1946    | член Организационного бюро Центрального комитета ВКП(б)             | 16 октября 1952                                                     | [ 32 ] [ 33 ] [ 34 ]    |
|                  | Николай Иванович Бухарин (1888—1938) | 25 сентября 1923 | 2 июня 1924                                                         | кандидат в члены Организационного бюро Центрального комитета РКП(б) | [ 35 ] [ 36 ] [ 37 ]    |
|                  | Михаил Фёдорович Владимирский (1874—1934) | 16 января 1919   | 25 марта 1919                                                       | член Организационного бюро Центрального комитета РКП(б)             | [ 38 ] [ 39 ] [ 40 ]    |
|                  | Климент Ефремович Ворошилов (1881—1969) | 2 июня 1924      | 1 января 1926                                                       | член Организационного бюро Центрального комитета РКП(б)             | [ 41 ] [ 42 ] [ 43 ]    |
|                  | Ян Борисович Гамарник (1894—1937) урожд. Яков Цудикович Гамарник                                                                             | 17 ноября 1929   | 13 июля 1930                                                        | член Организационного бюро Центрального комитета ВКП(б)             | [ 44 ] [ 45 ] [ 46 ]    |
| 13 июля 1930     | Ян Борисович Гамарник (1894—1937) урожд. Яков Цудикович Гамарник                                                                             | 10 февраля 1934  |                                                                     | член Организационного бюро Центрального комитета ВКП(б)             | [ 44 ] [ 45 ] [ 46 ]    |
| 10 февраля 1934  | Ян Борисович Гамарник (1894—1937) урожд. Яков Цудикович Гамарник                                                                             | 31 мая 1937      |                                                                     | член Организационного бюро Центрального комитета ВКП(б)             | [ 44 ] [ 45 ] [ 46 ]    |
|                  | Феликс Эдмундович Дзержинский (1877—1926) пол. Feliks Dzierżyński                                                                            | 13 августа 1919  | 5 апреля 1920                                                       | член Организационного бюро Центрального комитета РКП(б)             | [ 47 ] [ 48 ] [ 49 ]    |
| 5 апреля 1920    | Феликс Эдмундович Дзержинский (1877—1926) пол. Feliks Dzierżyński                                                                            | 16 марта 1921    | кандидат в члены Организационного бюро Центрального комитета РКП(б) |                                                                     | [ 47 ] [ 48 ] [ 49 ]    |
| 16 марта 1921    | Феликс Эдмундович Дзержинский (1877—1926) пол. Feliks Dzierżyński                                                                            | 9 августа 1921   | кандидат в члены Организационного бюро Центрального комитета РКП(б) |                                                                     | [ 47 ] [ 48 ] [ 49 ]    |
| 9 августа 1921   | Феликс Эдмундович Дзержинский (1877—1926) пол. Feliks Dzierżyński                                                                            | 3 апреля 1922    | член Организационного бюро Центрального комитета РКП(б)             |                                                                     | [ 47 ] [ 48 ] [ 49 ]    |
| 3 апреля 1922    | Феликс Эдмундович Дзержинский (1877—1926) пол. Feliks Dzierżyński                                                                            | 26 апреля 1923   | член Организационного бюро Центрального комитета РКП(б)             |                                                                     | [ 47 ] [ 48 ] [ 49 ]    |
| 26 апреля 1923   | Феликс Эдмундович Дзержинский (1877—1926) пол. Feliks Dzierżyński                                                                            | 2 июня 1924      | член Организационного бюро Центрального комитета РКП(б)             |                                                                     | [ 47 ] [ 48 ] [ 49 ]    |
| 2 июня 1924      | Феликс Эдмундович Дзержинский (1877—1926) пол. Feliks Dzierżyński                                                                            | 1 января 1926    | кандидат в члены Организационного бюро Центрального комитета РКП(б) |                                                                     | [ 47 ] [ 48 ] [ 49 ]    |
|                  | Александр Иванович Догадов (1888—1937) | 2 июня 1924      | 1 января 1926                                                       | член Организационного бюро Центрального комитета РКП(б)             | [ 50 ] [ 51 ] [ 52 ]    |
| 1 января 1926    | Александр Иванович Догадов (1888—1937) | 19 декабря 1927  | член Организационного бюро Центрального комитета ВКП(б)             |                                                                     | [ 50 ] [ 51 ] [ 52 ]    |
| 19 декабря 1927  | Александр Иванович Догадов (1888—1937) | 13 июля 1930     | член Организационного бюро Центрального комитета ВКП(б)             |                                                                     | [ 50 ] [ 51 ] [ 52 ]    |
| 13 июля 1930     | Александр Иванович Догадов (1888—1937) | 2 октября 1932   | кандидат в члены Организационного бюро Центрального комитета ВКП(б) |                                                                     | [ 50 ] [ 51 ] [ 52 ]    |
|                  | Григорий Еремеевич Евдокимов (1884—1936) | 1 января 1926    | 9 апреля 1926                                                       | член Организационного бюро Центрального комитета ВКП(б)             | [ 53 ] [ 54 ] [ 55 ]    |
|                  | Николай Иванович Ежов (1895—1940) | 10 февраля 1934  | 22 марта 1939                                                       | член Организационного бюро Центрального комитета ВКП(б)             | [ 56 ] [ 57 ] [ 58 ]    |
|                  | Андрей Александрович Жданов (1896—1948) | 10 февраля 1934  | 22 марта 1939                                                       | член Организационного бюро Центрального комитета ВКП(б)             | [ 59 ] [ 60 ] [ 61 ]    |
| 22 марта 1939    | Андрей Александрович Жданов (1896—1948) | 18 марта 1946    |                                                                     | член Организационного бюро Центрального комитета ВКП(б)             | [ 59 ] [ 60 ] [ 61 ]    |
| 18 марта 1946    | Андрей Александрович Жданов (1896—1948) | 31 августа 1948  |                                                                     | член Организационного бюро Центрального комитета ВКП(б)             | [ 59 ] [ 60 ] [ 61 ]    |
|                  | Пётр Антонович Залуцкий (1887—1937) | 28 мая 1921      | 9 августа 1921                                                      | кандидат в члены Организационного бюро Центрального комитета РКП(б) | [ 62 ] [ 63 ] [ 64 ]    |
| 9 августа 1921   | Пётр Антонович Залуцкий (1887—1937) | 3 апреля 1922    | член Организационного бюро Центрального комитета РКП(б)             |                                                                     | [ 62 ] [ 63 ] [ 64 ]    |
|                  | Исаак Абрамович Зеленский (1890—1938) | 3 апреля 1922    | 26 апреля 1923                                                      | кандидат в члены Организационного бюро Центрального комитета РКП(б) | [ 65 ] [ 66 ] [ 67 ]    |
| 26 апреля 1923   | Исаак Абрамович Зеленский (1890—1938) | 2 июня 1924      |                                                                     | кандидат в члены Организационного бюро Центрального комитета РКП(б) | [ 65 ] [ 66 ] [ 67 ]    |
| 2 июня 1924      | Исаак Абрамович Зеленский (1890—1938) | 20 августа 1924  | член Организационного бюро Центрального комитета РКП(б)             |                                                                     | [ 65 ] [ 66 ] [ 67 ]    |
|                  | Григорий Евсеевич Зиновьев (1883—1936) урожд. Овсей-Гершон Аронович Радомысльский                                                            | 25 сентября 1923 | член Организационного бюро Центрального комитета РКП(б)             | 2 июня 1924                                                         | [ 68 ] [ 69 ] [ 70 ]    |
|                  | Лазарь Моисеевич Каганович (1893—1991) | 2 июня 1924      | член Организационного бюро Центрального комитета РКП(б)             | 1 января 1926                                                       | [ 71 ] [ 72 ] [ 73 ]    |
| 12 июля 1928     | Лазарь Моисеевич Каганович (1893—1991) | 13 июля 1930     | член Организационного бюро Центрального комитета ВКП(б)             |                                                                     | [ 71 ] [ 72 ] [ 73 ]    |
| 13 июля 1930     | Лазарь Моисеевич Каганович (1893—1991) | 10 февраля 1934  | член Организационного бюро Центрального комитета ВКП(б)             |                                                                     | [ 71 ] [ 72 ] [ 73 ]    |
| 10 февраля 1934  | Лазарь Моисеевич Каганович (1893—1991) | 22 марта 1939    | член Организационного бюро Центрального комитета ВКП(б)             |                                                                     | [ 71 ] [ 72 ] [ 73 ]    |
| 22 марта 1939    | Лазарь Моисеевич Каганович (1893—1991) | 18 марта 1946    | член Организационного бюро Центрального комитета ВКП(б)             |                                                                     | [ 71 ] [ 72 ] [ 73 ]    |
|                  | Михаил Моисеевич Каганович (1888—1941) | 10 февраля 1934  | 22 марта 1939                                                       | кандидат в члены Организационного бюро Центрального комитета ВКП(б) | [ 74 ] [ 75 ] [ 76 ]    |
|                  | Михаил Иванович Калинин (1875—1946) | 29 ноября 1919   | 5 апреля 1920                                                       | член Организационного бюро Центрального комитета РКП(б)             | [ 77 ] [ 78 ] [ 79 ]    |
| 16 марта 1921    | Михаил Иванович Калинин (1875—1946) | 3 апреля 1922    | кандидат в члены Организационного бюро Центрального комитета РКП(б) |                                                                     | [ 77 ] [ 78 ] [ 79 ]    |
| 3 апреля 1922    | Михаил Иванович Калинин (1875—1946) | 26 апреля 1923   | кандидат в члены Организационного бюро Центрального комитета РКП(б) |                                                                     | [ 77 ] [ 78 ] [ 79 ]    |
| 26 апреля 1923   | Михаил Иванович Калинин (1875—1946) | 2 июня 1924      | кандидат в члены Организационного бюро Центрального комитета РКП(б) |                                                                     | [ 77 ] [ 78 ] [ 79 ]    |
| 2 июня 1924      | Михаил Иванович Калинин (1875—1946) | 1 января 1926    | член Организационного бюро Центрального комитета РКП(б)             |                                                                     | [ 77 ] [ 78 ] [ 79 ]    |
|                  | Лев Борисович Каменев (1883—1936) урожд. Лев Борисович Розенфельд                                                                            | 13 августа 1919  | член Организационного бюро Центрального комитета РКП(б)             | 5 апреля 1920                                                       | [ 80 ] [ 81 ] [ 82 ]    |
|                  | Эммануил Ионович Квиринг (1888—1937) | 1 января 1926    | 17 февраля 1927                                                     | член Организационного бюро Центрального комитета ВКП(б)             | [ 83 ] [ 84 ] [ 85 ]    |
|                  | Сергей Миронович Киров (1886—1934) урожд. Сергей Миронович Костриков                                                                         | 10 февраля 1934  | 1 декабря 1934                                                      | член Организационного бюро Центрального комитета ВКП(б)             | [ 86 ] [ 87 ] [ 88 ]    |
|                  | Николай Павлович Комаров (1883—1936) урожд. Фёдор Евгеньевич Собинов                                                                         | 16 марта 1921    | 9 августа 1921                                                      | член Организационного бюро Центрального комитета РКП(б)             | [ 89 ] [ 90 ] [ 91 ]    |
|                  | Иван Иванович Коротков (1885—1949) | 25 сентября 1923 | 2 июня 1924                                                         | кандидат в члены Организационного бюро Центрального комитета РКП(б) | [ 92 ] [ 93 ] [ 94 ]    |
|                  | Александр Васильевич Косарев (1903—1939) | 13 июля 1930     | 10 февраля 1934                                                     | кандидат в члены Организационного бюро Центрального комитета ВКП(б) | [ 95 ] [ 96 ] [ 97 ]    |
| 10 февраля 1934  | Александр Васильевич Косарев (1903—1939) | 28 ноября 1938   | член Организационного бюро Центрального комитета ВКП(б)             |                                                                     | [ 95 ] [ 96 ] [ 97 ]    |
|                  | Станислав Викентьевич Косиор (1889—1939) пол. Stanisław Kosior                                                                               | 1 января 1926    | член Организационного бюро Центрального комитета ВКП(б)             | 19 декабря 1927                                                     | [ 98 ] [ 99 ] [ 100 ]   |
| 19 декабря 1927  | Станислав Викентьевич Косиор (1889—1939) пол. Stanisław Kosior                                                                               | 12 июля 1928     | член Организационного бюро Центрального комитета ВКП(б)             |                                                                     | [ 98 ] [ 99 ] [ 100 ]   |
|                  | Василий Афанасьевич Котов (1885—1937) | 19 декабря 1927  | 13 июля 1930                                                        | кандидат в члены Организационного бюро Центрального комитета ВКП(б) | [ 101 ] [ 102 ] [ 103 ] |
|                  | Николай Николаевич Крестинский (1883—1938)                                                                                                   | 16 января 1919   | 25 марта 1919                                                       | член Организационного бюро Центрального комитета РКП(б)             | [ 104 ] [ 105 ] [ 106 ] |
| 25 марта 1919    | Николай Николаевич Крестинский (1883—1938)                                                                                                   | 5 апреля 1920    |                                                                     | член Организационного бюро Центрального комитета РКП(б)             | [ 104 ] [ 105 ] [ 106 ] |
| 5 апреля 1920    | Николай Николаевич Крестинский (1883—1938)                                                                                                   | 16 марта 1921    |                                                                     | член Организационного бюро Центрального комитета РКП(б)             | [ 104 ] [ 105 ] [ 106 ] |
|                  | Александр Иванович Криницкий (1894—1937) | 10 февраля 1934  | 12 октября 1937                                                     | кандидат в члены Организационного бюро Центрального комитета ВКП(б) | [ 107 ] [ 108 ] [ 109 ] |
|                  | Николай Афанасьевич Кубяк (1881—1937) | 17 февраля 1927  | 19 декабря 1927                                                     | член Организационного бюро Центрального комитета ВКП(б)             | [ 110 ] [ 111 ] [ 112 ] |
| 19 декабря 1927  | Николай Афанасьевич Кубяк (1881—1937) | 13 июля 1930     |                                                                     | член Организационного бюро Центрального комитета ВКП(б)             | [ 110 ] [ 111 ] [ 112 ] |
|                  | Алексей Александрович Кузнецов (1905—1950)                                                                                                   | 18 марта 1946    | 7 марта 1949                                                        | член Организационного бюро Центрального комитета ВКП(б)             | [ 113 ] [ 114 ] [ 115 ] |
|                  | Василий Васильевич Кузнецов (1901—1990) | 18 марта 1946    | 16 октября 1952                                                     | член Организационного бюро Центрального комитета ВКП(б)             | [ 116 ] [ 117 ] [ 118 ] |
|                  | Валериан Владимирович Куйбышев (1888—1935)                                                                                                   | 3 апреля 1922    | 26 апреля 1923                                                      | член Организационного бюро Центрального комитета РКП(б)             | [ 119 ] [ 120 ] [ 121 ] |
| 10 февраля 1934  | Валериан Владимирович Куйбышев (1888—1935)                                                                                                   | 25 января 1935   |                                                                     | член Организационного бюро Центрального комитета РКП(б)             | [ 119 ] [ 120 ] [ 121 ] |
|                  | Иван Иванович Кутузов (1885—1937) | 28 мая 1921      | 3 апреля 1922                                                       | кандидат в члены Организационного бюро Центрального комитета РКП(б) | [ 122 ] [ 123 ] [ 124 ] |
|                  | Иван Иванович Лепсе (1889—1929) латыш. Jānis Lepse                                                                                           | 2 июня 1924      | 1 января 1926                                                       | кандидат в члены Организационного бюро Центрального комитета РКП(б) | [ 125 ] [ 126 ] [ 127 ] |
| 1 января 1926    | Иван Иванович Лепсе (1889—1929) латыш. Jānis Lepse                                                                                           | 19 декабря 1927  | кандидат в члены Организационного бюро Центрального комитета ВКП(б) |                                                                     | [ 125 ] [ 126 ] [ 127 ] |
| 19 декабря 1927  | Иван Иванович Лепсе (1889—1929) латыш. Jānis Lepse                                                                                           | 6 октября 1929   | кандидат в члены Организационного бюро Центрального комитета ВКП(б) |                                                                     | [ 125 ] [ 126 ] [ 127 ] |
|                  | Семён Семёнович Лобов (1889—1937) | 17 февраля 1927  | кандидат в члены Организационного бюро Центрального комитета ВКП(б) | 19 декабря 1927                                                     | [ 128 ] [ 129 ] [ 130 ] |
| 19 декабря 1927  | Семён Семёнович Лобов (1889—1937) | 13 июля 1930     | кандидат в члены Организационного бюро Центрального комитета ВКП(б) |                                                                     | [ 128 ] [ 129 ] [ 130 ] |
| 13 июля 1930     | Семён Семёнович Лобов (1889—1937) | 10 февраля 1934  | член Организационного бюро Центрального комитета ВКП(б)             |                                                                     | [ 128 ] [ 129 ] [ 130 ] |
|                  | Георгий Максимилианович Маленков (1901—1988)                                                                                                 | 22 марта 1939    | 18 марта 1946                                                       | член Организационного бюро Центрального комитета ВКП(б)             | [ 131 ] [ 132 ] [ 133 ] |
| 18 марта 1946    | Георгий Максимилианович Маленков (1901—1988)                                                                                                 | 16 октября 1952  |                                                                     | член Организационного бюро Центрального комитета ВКП(б)             | [ 131 ] [ 132 ] [ 133 ] |
|                  | Лев Захарович Мехлис (1889—1953) | 14 января 1938   | 22 марта 1939                                                       | член Организационного бюро Центрального комитета ВКП(б)             | [ 134 ] [ 135 ] [ 136 ] |
| 22 марта 1939    | Лев Захарович Мехлис (1889—1953) | 18 марта 1946    |                                                                     | член Организационного бюро Центрального комитета ВКП(б)             | [ 134 ] [ 135 ] [ 136 ] |
| 18 марта 1946    | Лев Захарович Мехлис (1889—1953) | 16 октября 1952  |                                                                     | член Организационного бюро Центрального комитета ВКП(б)             | [ 134 ] [ 135 ] [ 136 ] |
|                  | Василий Михайлович Михайлов (1894—1937) | 16 марта 1921    | 3 апреля 1922                                                       | член Организационного бюро Центрального комитета РКП(б)             | [ 137 ] [ 138 ] [ 139 ] |
| 26 апреля 1923   | Василий Михайлович Михайлов (1894—1937) | 2 июня 1924      | кандидат в члены Организационного бюро Центрального комитета РКП(б) |                                                                     | [ 137 ] [ 138 ] [ 139 ] |
| 1 января 1926    | Василий Михайлович Михайлов (1894—1937) | 19 декабря 1927  | кандидат в члены Организационного бюро Центрального комитета ВКП(б) |                                                                     | [ 137 ] [ 138 ] [ 139 ] |
| 19 декабря 1927  | Василий Михайлович Михайлов (1894—1937) | 13 июля 1930     | кандидат в члены Организационного бюро Центрального комитета ВКП(б) |                                                                     | [ 137 ] [ 138 ] [ 139 ] |
|                  | Николай Александрович Михайлов (1906—1982)                                                                                                   | 22 марта 1939    | 18 марта 1946                                                       | член Организационного бюро Центрального комитета ВКП(б)             | [ 140 ] [ 141 ] [ 142 ] |
| 18 марта 1946    | Николай Александрович Михайлов (1906—1982)                                                                                                   | 16 октября 1952  |                                                                     | член Организационного бюро Центрального комитета ВКП(б)             | [ 140 ] [ 141 ] [ 142 ] |
|                  | Вячеслав Михайлович Молотов (1890—1986) урожд. Вячеслав Михайлович Скрябин                                                                   | 16 марта 1921    | 3 апреля 1922                                                       | член Организационного бюро Центрального комитета РКП(б)             | [ 143 ] [ 144 ] [ 145 ] |
| 3 апреля 1922    | Вячеслав Михайлович Молотов (1890—1986) урожд. Вячеслав Михайлович Скрябин                                                                   | 26 апреля 1923   |                                                                     | член Организационного бюро Центрального комитета РКП(б)             | [ 143 ] [ 144 ] [ 145 ] |
| 26 апреля 1923   | Вячеслав Михайлович Молотов (1890—1986) урожд. Вячеслав Михайлович Скрябин                                                                   | 2 июня 1924      |                                                                     | член Организационного бюро Центрального комитета РКП(б)             | [ 143 ] [ 144 ] [ 145 ] |
| 2 июня 1924      | Вячеслав Михайлович Молотов (1890—1986) урожд. Вячеслав Михайлович Скрябин                                                                   | 1 января 1926    |                                                                     | член Организационного бюро Центрального комитета РКП(б)             | [ 143 ] [ 144 ] [ 145 ] |
| 1 января 1926    | Вячеслав Михайлович Молотов (1890—1986) урожд. Вячеслав Михайлович Скрябин                                                                   | 19 декабря 1927  | член Организационного бюро Центрального комитета ВКП(б)             |                                                                     | [ 143 ] [ 144 ] [ 145 ] |
| 19 декабря 1927  | Вячеслав Михайлович Молотов (1890—1986) урожд. Вячеслав Михайлович Скрябин                                                                   | 13 июля 1930     | член Организационного бюро Центрального комитета ВКП(б)             |                                                                     | [ 143 ] [ 144 ] [ 145 ] |
| 13 июля 1930     | Вячеслав Михайлович Молотов (1890—1986) урожд. Вячеслав Михайлович Скрябин                                                                   | 21 декабря 1930  | член Организационного бюро Центрального комитета ВКП(б)             |                                                                     | [ 143 ] [ 144 ] [ 145 ] |
|                  | Иван Михайлович Москвин (1890—1937) | 19 декабря 1927  | член Организационного бюро Центрального комитета ВКП(б)             | 13 июля 1930                                                        | [ 146 ] [ 147 ] [ 148 ] |
| 13 июля 1930     | Иван Михайлович Москвин (1890—1937) | 10 февраля 1934  | член Организационного бюро Центрального комитета ВКП(б)             |                                                                     | [ 146 ] [ 147 ] [ 148 ] |
|                  | Матвей Константинович Муранов (1873—1959) | 25 марта 1919    | 5 апреля 1920                                                       | кандидат в члены Организационного бюро Центрального комитета РКП(б) | [ 149 ] [ 150 ] [ 151 ] |
|                  | Клавдия Ивановна Николаева (1893—1944) | 2 июня 1924      | 1 января 1926                                                       | член Организационного бюро Центрального комитета РКП(б)             | [ 152 ] [ 153 ] [ 154 ] |
|                  | Николай Семёнович Патоличев (1908—1989) | 18 марта 1946    | 24 мая 1947                                                         | член Организационного бюро Центрального комитета ВКП(б)             | [ 155 ] [ 156 ] [ 157 ] |
|                  | Георгий Михайлович Попов (1906—1968) | 18 марта 1946    | 16 октября 1952                                                     | член Организационного бюро Центрального комитета ВКП(б)             | [ 158 ] [ 159 ] [ 160 ] |
|                  | Павел Петрович Постышев (1887—1939) | 13 июля 1930     | 10 февраля 1934                                                     | член Организационного бюро Центрального комитета ВКП(б)             | [ 161 ] [ 162 ] [ 163 ] |
|                  | Евгений Алексеевич Преображенский (1886—1937)                                                                                                | 5 апреля 1920    | 16 марта 1921                                                       | член Организационного бюро Центрального комитета РКП(б)             | [ 164 ] [ 165 ] [ 166 ] |
|                  | Христиан Георгиевич Раковский (1873—1941) укр. Християн Георгійович Раковський урожд. Крыстё Георгиев Станчев болг. Кръстьо Георгиев Станчев | 11 октября 1919  | 5 апреля 1920                                                       | член Организационного бюро Центрального комитета РКП(б)             | [ 167 ] [ 168 ] [ 169 ] |
|                  | Михаил Иванович Родионов (1907—1950) | 18 марта 1946    | 7 марта 1949                                                        | член Организационного бюро Центрального комитета ВКП(б)             | [ 170 ] [ 171 ] [ 172 ] |
|                  | Ян Эрнестович Рудзутак (1887—1938) латыш. Jānis Rudzutaks                                                                                    | 16 марта 1921    | 9 августа 1921                                                      | кандидат в члены Организационного бюро Центрального комитета РКП(б) | [ 173 ] [ 174 ] [ 175 ] |
| 9 августа 1921   | Ян Эрнестович Рудзутак (1887—1938) латыш. Jānis Rudzutaks                                                                                    | 3 апреля 1922    | член Организационного бюро Центрального комитета РКП(б)             |                                                                     | [ 173 ] [ 174 ] [ 175 ] |
| 3 апреля 1922    | Ян Эрнестович Рудзутак (1887—1938) латыш. Jānis Rudzutaks                                                                                    | 26 апреля 1923   | член Организационного бюро Центрального комитета РКП(б)             |                                                                     | [ 173 ] [ 174 ] [ 175 ] |
| 26 апреля 1923   | Ян Эрнестович Рудзутак (1887—1938) латыш. Jānis Rudzutaks                                                                                    | 2 июня 1924      | член Организационного бюро Центрального комитета РКП(б)             |                                                                     | [ 173 ] [ 174 ] [ 175 ] |
|                  | Моисей Львович Рухимович (1889—1938) | 17 февраля 1927  | 19 декабря 1927                                                     | член Организационного бюро Центрального комитета ВКП(б)             | [ 176 ] [ 177 ] [ 178 ] |
| 19 декабря 1927  | Моисей Львович Рухимович (1889—1938) | 13 июля 1930     |                                                                     | член Организационного бюро Центрального комитета ВКП(б)             | [ 176 ] [ 177 ] [ 178 ] |
|                  | Алексей Иванович Рыков (1881—1938) | 5 апреля 1920    | 16 марта 1921                                                       | член Организационного бюро Центрального комитета РКП(б)             | [ 179 ] [ 180 ] [ 181 ] |
| 16 марта 1921    | Алексей Иванович Рыков (1881—1938) | 3 апреля 1922    |                                                                     | член Организационного бюро Центрального комитета РКП(б)             | [ 179 ] [ 180 ] [ 181 ] |
| 3 апреля 1922    | Алексей Иванович Рыков (1881—1938) | 26 апреля 1923   |                                                                     | член Организационного бюро Центрального комитета РКП(б)             | [ 179 ] [ 180 ] [ 181 ] |
| 26 апреля 1923   | Алексей Иванович Рыков (1881—1938) | 2 июня 1924      |                                                                     | член Организационного бюро Центрального комитета РКП(б)             | [ 179 ] [ 180 ] [ 181 ] |
|                  | Яков Михайлович Свердлов (1885—1919) урожд. Ешуа-Соломон Мовшевич Свердлов                                                                   | 16 января 1919   | 16 марта 1919                                                       | член Организационного бюро Центрального комитета РКП(б)             | [ 182 ] [ 183 ] [ 184 ] |
|                  | Леонид Петрович Серебряков (1888—1937) | 25 марта 1919    | 5 апреля 1920                                                       | член Организационного бюро Центрального комитета РКП(б)             | [ 185 ] [ 186 ] [ 187 ] |
| 5 апреля 1920    | Леонид Петрович Серебряков (1888—1937) | 16 марта 1921    |                                                                     | член Организационного бюро Центрального комитета РКП(б)             | [ 185 ] [ 186 ] [ 187 ] |
|                  | Александр Петрович Смирнов (1877—1938) | 2 июня 1924      | 1 января 1926                                                       | член Организационного бюро Центрального комитета РКП(б)             | [ 188 ] [ 189 ] [ 190 ] |
| 1 января 1926    | Александр Петрович Смирнов (1877—1938) | 19 декабря 1927  | член Организационного бюро Центрального комитета ВКП(б)             |                                                                     | [ 188 ] [ 189 ] [ 190 ] |
| 19 декабря 1927  | Александр Петрович Смирнов (1877—1938) | 13 июля 1930     | член Организационного бюро Центрального комитета ВКП(б)             |                                                                     | [ 188 ] [ 189 ] [ 190 ] |
| 13 июля 1930     | Александр Петрович Смирнов (1877—1938) | 12 января 1933   | кандидат в члены Организационного бюро Центрального комитета ВКП(б) |                                                                     | [ 188 ] [ 189 ] [ 190 ] |
|                  | Иосиф Виссарионович Сталин (1878—1953) урожд. Иосиф Виссарионович Джугашвили груз. იოსებ ბესარიონის ძე ჯუღაშვილი                             | 25 марта 1919    | 5 апреля 1920                                                       | член Организационного бюро Центрального комитета РКП(б)             | [ 191 ] [ 192 ] [ 193 ] |
| 5 апреля 1920    | Иосиф Виссарионович Сталин (1878—1953) урожд. Иосиф Виссарионович Джугашвили груз. იოსებ ბესარიონის ძე ჯუღაშვილი                             | 16 марта 1921    |                                                                     | член Организационного бюро Центрального комитета РКП(б)             | [ 191 ] [ 192 ] [ 193 ] |
| 16 марта 1921    | Иосиф Виссарионович Сталин (1878—1953) урожд. Иосиф Виссарионович Джугашвили груз. იოსებ ბესარიონის ძე ჯუღაშვილი                             | 3 апреля 1922    |                                                                     | член Организационного бюро Центрального комитета РКП(б)             | [ 191 ] [ 192 ] [ 193 ] |
| 3 апреля 1922    | Иосиф Виссарионович Сталин (1878—1953) урожд. Иосиф Виссарионович Джугашвили груз. იოსებ ბესარიონის ძე ჯუღაშვილი                             | 26 апреля 1923   |                                                                     | член Организационного бюро Центрального комитета РКП(б)             | [ 191 ] [ 192 ] [ 193 ] |
| 26 апреля 1923   | Иосиф Виссарионович Сталин (1878—1953) урожд. Иосиф Виссарионович Джугашвили груз. იოსებ ბესარიონის ძე ჯუღაშვილი                             | 2 июня 1924      |                                                                     | член Организационного бюро Центрального комитета РКП(б)             | [ 191 ] [ 192 ] [ 193 ] |
| 2 июня 1924      | Иосиф Виссарионович Сталин (1878—1953) урожд. Иосиф Виссарионович Джугашвили груз. იოსებ ბესარიონის ძე ჯუღაშვილი                             | 1 января 1926    |                                                                     | член Организационного бюро Центрального комитета РКП(б)             | [ 191 ] [ 192 ] [ 193 ] |
| 1 января 1926    | Иосиф Виссарионович Сталин (1878—1953) урожд. Иосиф Виссарионович Джугашвили груз. იოსებ ბესარიონის ძე ჯუღაშვილი                             | 19 декабря 1927  | член Организационного бюро Центрального комитета ВКП(б)             |                                                                     | [ 191 ] [ 192 ] [ 193 ] |
| 19 декабря 1927  | Иосиф Виссарионович Сталин (1878—1953) урожд. Иосиф Виссарионович Джугашвили груз. იოსებ ბესარიონის ძე ჯუღაშვილი                             | 13 июля 1930     | член Организационного бюро Центрального комитета ВКП(б)             |                                                                     | [ 191 ] [ 192 ] [ 193 ] |
| 13 июля 1930     | Иосиф Виссарионович Сталин (1878—1953) урожд. Иосиф Виссарионович Джугашвили груз. იოსებ ბესარიონის ძე ჯუღაშვილი                             | 10 февраля 1934  | член Организационного бюро Центрального комитета ВКП(б)             |                                                                     | [ 191 ] [ 192 ] [ 193 ] |
| 10 февраля 1934  | Иосиф Виссарионович Сталин (1878—1953) урожд. Иосиф Виссарионович Джугашвили груз. იოსებ ბესარიონის ძე ჯუღაშვილი                             | 22 марта 1939    | член Организационного бюро Центрального комитета ВКП(б)             |                                                                     | [ 191 ] [ 192 ] [ 193 ] |
| 22 марта 1939    | Иосиф Виссарионович Сталин (1878—1953) урожд. Иосиф Виссарионович Джугашвили груз. იოსებ ბესარიონის ძე ჯუღაშვილი                             | 18 марта 1946    | член Организационного бюро Центрального комитета ВКП(б)             |                                                                     | [ 191 ] [ 192 ] [ 193 ] |
| 18 марта 1946    | Иосиф Виссарионович Сталин (1878—1953) урожд. Иосиф Виссарионович Джугашвили груз. იოსებ ბესარიონის ძე ჯუღაშვილი                             | 16 октября 1952  | член Организационного бюро Центрального комитета ВКП(б)             |                                                                     | [ 191 ] [ 192 ] [ 193 ] |
|                  | Елена Дмитриевна Стасова (1873—1966) | 25 марта 1919    | 5 апреля 1920                                                       | член Организационного бюро Центрального комитета РКП(б)             | [ 194 ] [ 195 ] [ 196 ] |
|                  | Алексей Иванович Стецкий (1896—1938) | 10 февраля 1934  | 26 апреля 1938                                                      | член Организационного бюро Центрального комитета ВКП(б)             | [ 197 ] [ 198 ] [ 199 ] |
|                  | Даниил Егорович Сулимов (1890—1937) | 17 февраля 1927  | 19 декабря 1927                                                     | член Организационного бюро Центрального комитета ВКП(б)             | [ 200 ] [ 201 ] [ 202 ] |
| 19 декабря 1927  | Даниил Егорович Сулимов (1890—1937) | 13 июля 1930     |                                                                     | член Организационного бюро Центрального комитета ВКП(б)             | [ 200 ] [ 201 ] [ 202 ] |
|                  | Михаил Андреевич Суслов (1902—1982) | 18 марта 1946    | 16 октября 1952                                                     | член Организационного бюро Центрального комитета ВКП(б)             | [ 203 ] [ 204 ] [ 205 ] |
|                  | Михаил Павлович Томский (1880—1936) урожд. Михаил Павлович Ефремов                                                                           | 5 апреля 1920    | 16 марта 1921                                                       | кандидат в члены Организационного бюро Центрального комитета РКП(б) | [ 206 ] [ 207 ] [ 208 ] |
| 16 марта 1921    | Михаил Павлович Томский (1880—1936) урожд. Михаил Павлович Ефремов                                                                           | 9 августа 1921   | член Организационного бюро Центрального комитета РКП(б)             |                                                                     | [ 206 ] [ 207 ] [ 208 ] |
| 3 апреля 1922    | Михаил Павлович Томский (1880—1936) урожд. Михаил Павлович Ефремов                                                                           | 26 апреля 1923   | член Организационного бюро Центрального комитета РКП(б)             |                                                                     | [ 206 ] [ 207 ] [ 208 ] |
| 26 апреля 1923   | Михаил Павлович Томский (1880—1936) урожд. Михаил Павлович Ефремов                                                                           | 2 июня 1924      | член Организационного бюро Центрального комитета РКП(б)             |                                                                     | [ 206 ] [ 207 ] [ 208 ] |
| 2 июня 1924      | Михаил Павлович Томский (1880—1936) урожд. Михаил Павлович Ефремов                                                                           | 1 января 1926    | кандидат в члены Организационного бюро Центрального комитета РКП(б) |                                                                     | [ 206 ] [ 207 ] [ 208 ] |
|                  | Лев Давидович Троцкий (1879—1940) урожд. Лев Давидович Бронштейн                                                                             | 8 ноября 1919    | 5 апреля 1920                                                       | член Организационного бюро Центрального комитета РКП(б)             | [ 209 ] [ 210 ] [ 211 ] |
| 25 сентября 1923 | Лев Давидович Троцкий (1879—1940) урожд. Лев Давидович Бронштейн                                                                             | 2 июня 1924      |                                                                     | член Организационного бюро Центрального комитета РКП(б)             | [ 209 ] [ 210 ] [ 211 ] |
|                  | Иван Яковлевич Тунтул (1892—1938) латыш. Jānis Tuntulis                                                                                      | 1 марта 1922     | 3 апреля 1922                                                       | кандидат в члены Организационного бюро Центрального комитета РКП(б) | [ 212 ] [ 213 ] [ 214 ] |
|                  | Николай Александрович Угланов (1886—1937) | 20 августа 1924  | 1 января 1926                                                       | член Организационного бюро Центрального комитета РКП(б)             | [ 215 ] [ 216 ] [ 217 ] |
| 1 января 1926    | Николай Александрович Угланов (1886—1937) | 19 декабря 1927  | член Организационного бюро Центрального комитета ВКП(б)             |                                                                     | [ 215 ] [ 216 ] [ 217 ] |
| 19 декабря 1927  | Николай Александрович Угланов (1886—1937) | 29 апреля 1929   | член Организационного бюро Центрального комитета ВКП(б)             |                                                                     | [ 215 ] [ 216 ] [ 217 ] |
|                  | Константин Васильевич Уханов (1891—1937) | 1 января 1926    | 19 декабря 1927                                                     | кандидат в члены Организационного бюро Центрального комитета ВКП(б) | [ 218 ] [ 219 ] [ 220 ] |
| 19 декабря 1927  | Константин Васильевич Уханов (1891—1937) | 13 июля 1930     |                                                                     | кандидат в члены Организационного бюро Центрального комитета ВКП(б) | [ 218 ] [ 219 ] [ 220 ] |
|                  | Михаил Васильевич Фрунзе (1885—1925) урожд. Михаил Васильевич Фрунзеэ                                                                        | 2 июня 1924      | 31 октября 1925                                                     | кандидат в члены Организационного бюро Центрального комитета РКП(б) | [ 221 ] [ 222 ] [ 223 ] |
|                  | Антон Михайлович Цихон (1903—1939) | 13 июля 1930     | 10 февраля 1934                                                     | кандидат в члены Организационного бюро Центрального комитета ВКП(б) | [ 224 ] [ 225 ] [ 226 ] |
|                  | Николай Павлович Чаплин (1902—1938) | 2 июня 1924      | 1 января 1926                                                       | кандидат в члены Организационного бюро Центрального комитета РКП(б) | [ 227 ] [ 228 ] [ 229 ] |
| 1 января 1926    | Николай Павлович Чаплин (1902—1938) | 19 декабря 1927  | кандидат в члены Организационного бюро Центрального комитета ВКП(б) |                                                                     | [ 227 ] [ 228 ] [ 229 ] |
| 19 декабря 1927  | Николай Павлович Чаплин (1902—1938) | 13 июля 1930     | кандидат в члены Организационного бюро Центрального комитета ВКП(б) |                                                                     | [ 227 ] [ 228 ] [ 229 ] |
|                  | Борис Николаевич Черноусов (1908—1978) | 10 марта 1949    | 16 октября 1952                                                     | член Организационного бюро Центрального комитета ВКП(б)             | [ 230 ] [ 231 ] [ 232 ] |
|                  | Николай Николаевич Шаталин (1904—1984) | 18 марта 1946    | 16 октября 1952                                                     | член Организационного бюро Центрального комитета ВКП(б)             | [ 233 ] [ 234 ] [ 235 ] |
|                  | Николай Михайлович Шверник (1888—1970) | 9 апреля 1926    | 17 февраля 1927                                                     | член Организационного бюро Центрального комитета ВКП(б)             | [ 236 ] [ 237 ] [ 238 ] |
| 17 ноября 1929   | Николай Михайлович Шверник (1888—1970) | 13 июля 1930     | кандидат в члены Организационного бюро Центрального комитета ВКП(б) |                                                                     | [ 236 ] [ 237 ] [ 238 ] |
| 13 июля 1930     | Николай Михайлович Шверник (1888—1970) | 10 февраля 1934  | член Организационного бюро Центрального комитета ВКП(б)             |                                                                     | [ 236 ] [ 237 ] [ 238 ] |
| 10 февраля 1934  | Николай Михайлович Шверник (1888—1970) | 22 марта 1939    | член Организационного бюро Центрального комитета ВКП(б)             |                                                                     | [ 236 ] [ 237 ] [ 238 ] |
| 22 марта 1939    | Николай Михайлович Шверник (1888—1970) | 18 марта 1946    | член Организационного бюро Центрального комитета ВКП(б)             |                                                                     | [ 236 ] [ 237 ] [ 238 ] |
|                  | Василий Владимирович Шмидт (1886—1938) | 28 мая 1921      | 3 апреля 1922                                                       | кандидат в члены Организационного бюро Центрального комитета РКП(б) | [ 239 ] [ 240 ] [ 241 ] |
| 1 января 1926    | Василий Владимирович Шмидт (1886—1938) | 19 декабря 1927  | кандидат в члены Организационного бюро Центрального комитета ВКП(б) |                                                                     | [ 239 ] [ 240 ] [ 241 ] |
| 19 декабря 1927  | Василий Владимирович Шмидт (1886—1938) | 13 июля 1930     | кандидат в члены Организационного бюро Центрального комитета ВКП(б) |                                                                     | [ 239 ] [ 240 ] [ 241 ] |
|                  | Александр Сергеевич Щербаков (1901—1945) | 22 марта 1939    | 20 мая 1945                                                         | член Организационного бюро Центрального комитета ВКП(б)             | [ 242 ] [ 243 ] [ 244 ] |
|                  | Емельян Михайлович Ярославский (1878—1943) урожд. Миней Израилевич Губельман                                                                 | 16 марта 1921    | 9 августа 1921                                                      | член Организационного бюро Центрального комитета РКП(б)             | [ 245 ] [ 246 ] [ 247 ] |